# Jailolo
Jailolo je dlouhodobě nečinný vulkanický komplex, nacházející se na západním pobřeží indonéského ostrova Halmahera. Skládá se z centrálního stratovulkánu a několik menších kalder západně a jihozápadně od něj. Na severním okraji nejzápadněji umístěné kaldery se vyskytují termální prameny. Kdy došlo k poslední erupci, není známo. Pravděpodobně někdy v holocénu.